# Beastars
Beastars (ビースターズ, Bīsutāzu) és una sèrie japonesa de manga escrita i il·lustrada per Paru Itagaki. Es va publicar a la revista Weekly Shōnen Champion d'Akita Shoten entre el setembre del 2016 i l'octubre del 2020, i se'n van editar 21 volums tankōbon. La història està ambientada en un món d'animals antropomòrfics civilitzats amb una divisió cultural entre carnívors i herbívors.
La sèrie s'ha adaptat en un anime produït per Orange i emès a Fuji TV l'octubre del 2019. Se'n preveu una segona temporada a partir del gener del 2021. Netflix ha adquirit els drets internacionals de l'anime. Beastars va guanyar diversos premis el 2018, entre els quals el Manga Taishō, un Premi Cultural Tezuka Osamu o el Premi Kōdansha al millor manga en la categoria shonen. El 2018 s'havien imprès 1,3 milions d'exemplars del manga.

## Argument
En Legoshi, un llop gris, és un estudiant tranquil i tímid de l'Acadèmia Cherryton. Viu a la residència amb altres estudiants carnívors, com el seu amic labrador, en Jack. És membre del grup de teatre de l'escola i fa de tramoista sota la direcció de l'alumne estrella Louis, un cérvol.
De sobte, l'alpaca Tem és brutalment assassinada i devorada durant la nit, cosa que desencadena una onada d'intranquil·litat i desconfiança entre els estudiants herbívors i els carnívors. Al mateix temps, en Legoshi coneix la Haru, una conilla que havia estat enamorada d'en Louis.

## Anime
Shinichi Matsumi va dirigir la primera temporada de la sèrie, amb guió de Nanami Higuchi, Nao Ootsu encarregat del disseny de personatges i Satoru Kōsaki com a compositor de la música. Es va emetre del 8 d'octubre al 26 de desembre del 2019 al bloc d'anime +Ultra de Fuji TV, i més tard a TNC, KTV, THK, UHB i BS Fuji. La primera temporada té 12 episodis i fora del Japó es va estrenar a Netflix el 13 de març del 2020. La segona temporada s'estrenarà el 5 de gener del 2021.